# محور بديل خزان أسوان
محور بديل خزان أسوان أو المحور البديل لكوبري خزان أسوان هو محور يساهم في نقل الحركة المرورية من على جسم الخزان إلى المحور الجديد للمحافظة على الخزان وإطالة عمره.

## الوصف
المحور البديل سيرتبط مع طريق «أسوان ـ القاهرة الغربى» الجارى تطويره، وهو الطريق الذي سيكون جزءا من محور «الإسكندرية/ كيب تاون» بجنوب أفريقيا، وطوله 5.5 كيلو متر، وعرضه 30 مترا، بواقع 3 حارات في كل اتجاه، ويبلغ الجزء الذي سيعلو النيل 320 مترا، وسيكون «كوبرى ملجم - معلق».
وتبلغ تكلفة المحور 1.6 مليار جنيه ويبلغ طوله 5.4 كم وعرضه 29 مترا بواقع 3 حارات في كل اتجاه، ويتكون من عدد 3 أعمال صناعية (2كوبري+ نفق) تشمل كوبرى على النيل بطول 2050 متر بالإضافة إلى نفق وكوبرى الطريق الصحراوى الغربى وأعمال طرق بطول 3.3 كم ويتم تنفيذ كافة الأعمال وفقًا لقياسات الجودة العالية خاصة مع أهمية المحور في المساهمة في نقل الحركة المرورية من على جسم الخزان إلى المحور الجديد للمحافظة على الخزان وإطالة عمره.
سيمتد المحور غربا للربط مع محطة قطار أسوان للقطار الكهربائي السريع، مع رفع كفاءة الطريق الرابط شرق المحور والواصل لطريق أسوان برانيس.